# Ernst Hafen

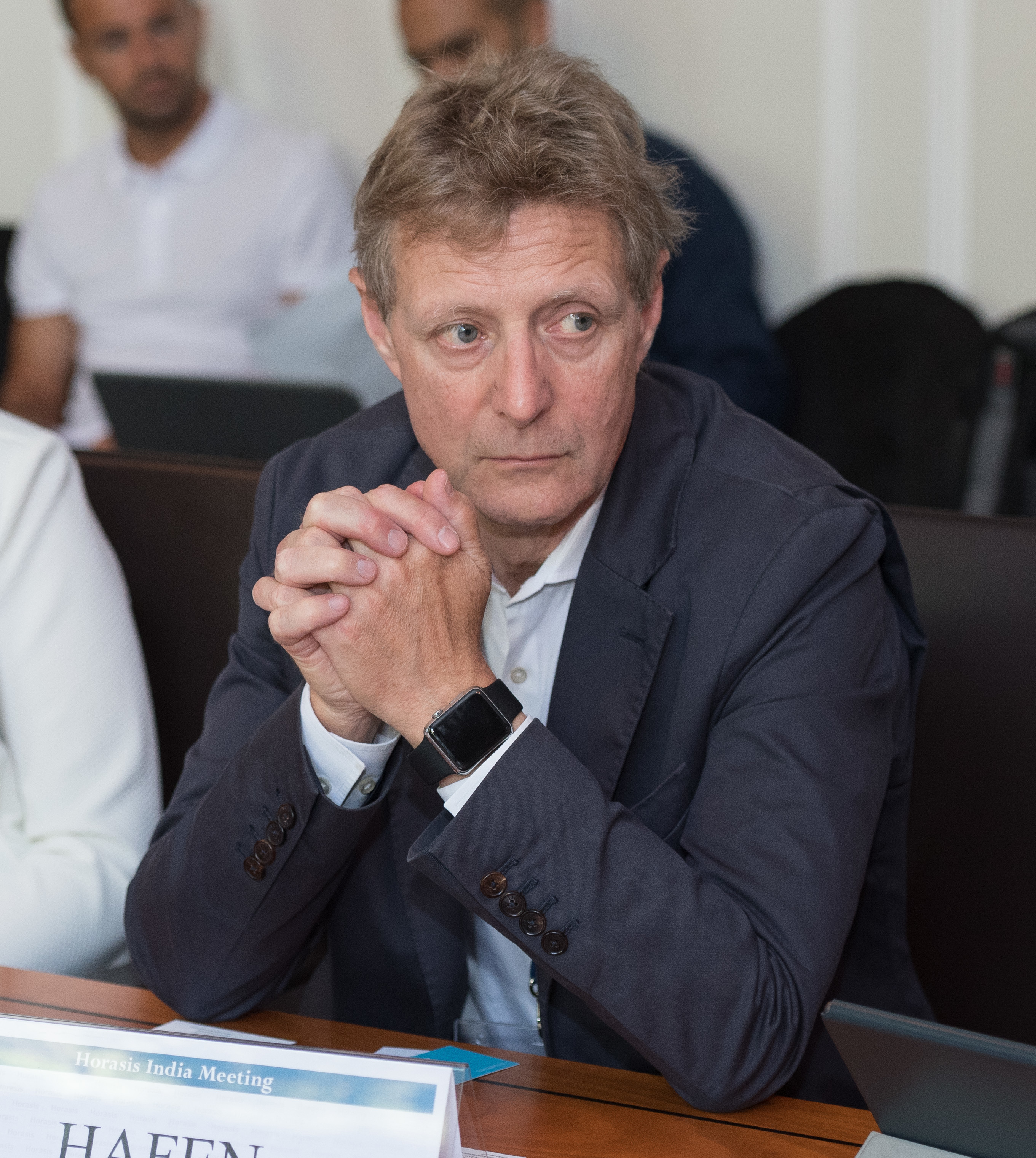
Ernst Hafen, 2017

Ernst Hafen (* 2. Juli 1956 in St. Gallen) ist ein Schweizer Biologe. Er war 2005/06 Präsident der ETH Zürich.
Hafen studierte in Basel Molekular- und Zellbiologie. Er promovierte 1983 in Entwicklungsbiologie und arbeitete anschliessend am Department of Biochemistry der University of California, Berkeley. Im Jahr 1987 wurde er als Assistenzprofessor ans Zoologische Institut der Universität Zürich berufen, wo er insbesondere Forschung an der Taufliege Drosophila melanogaster betrieb.
Er wurde am 1. Dezember 2005 zum Präsidenten der ETH Zürich gewählt. Am 1. November 2006 gab er nach Kritik am Projekt ETH 2020 und unüberbrückbaren Differenzen mit der Professorenschaft seinen Rücktritt bekannt. Seither ist er Professor am Institute of Molecular Systems Biology der ETH Zürich, wo er 2008 das Projekt WingX initiierte und in der Folge auch leitete. Das Projekt befasst sich mit der multidisziplinären Systembiologie der Flügel der Taufliege.
2008 gründete er gemeinsam mit anderen das Beratungsunternehmen evalueSCIENCE, das sich mit der Qualitätssicherung in akademischen Institutionen befasst und mittels eines internationalen Expertennetzwerkes Studien und Begutachtungen erarbeitet. Ernst Hafen amtet als Präsident des Biotechnopark Zürich-Schlieren. In 2009 initiierte er zusammen mit Kollegen des Leiden Medical Centers und der University of Oxford ein «Regions of Knowledge»-Projekt der EU namens HealthTIES. Dieses Projekt analysiert den Innovationszyklus von der Grundlagenforschung in der Biomedizin bis zur Produktvermarktung. Im Rahmen dieses Projektes wurden neue Assessment-Instrumente entwickelt, um die Produktivität und die Effizienz verschiedener Regionen in Forschung, Technologietransfer und Industrieleistung miteinander zu vergleichen.
Seit 2012 engagiert sich Hafen für Daten-Genossenschaften, in denen persönliche Daten gespeichert und gemeinsam genutzt werden können. Dafür setzte sich auch der Verein Daten und Gesundheit ein, in dessen Vorstand Ernst Hafen Einsitz hatte. Der Verein bezweckte, «die Debatte über die Sammlung und Verwendung von individuellen medizinischen Daten in der Schweiz voranzubringen. Damit verbunden sind die Erörterung und die Vertiefung der wissenschaftlichen, ethischen, sozialen, rechtlichen und politischen Aspekte der Informationen über persönliche Daten im Bereich der Gesundheit und der Medizin.» Der Verein wurde Ende 2019 aufgelöst, da er seine Zweckbestimmung erfüllt hatte.
2004 erhielt Ernst Hafen den Otto Naegeli-Preis. Seit 1999 ist er ordentliches Mitglied der Academia Europaea. Er ist Mitglied der European Molecular Biology Organization.
Hafen wurde 2014 vom Gottlieb Duttweiler Institut als einer der 99 einflussreichsten zeitgenössischen Denker im deutschsprachigen Raum eingestuft.
Er gehört zu den Unterstützern der Charta der Digitalen Grundrechte der Europäischen Union, die Ende November 2016 veröffentlicht wurde. Seit 2022 ist Hafen Präsident des Vereins "Gesundheitsdatenraum Schweiz", der sich dafür einsetzt, die Digitalisierung des Gesundheitswesens in der Schweiz aus der Perspektive von Bürgern, Patienten und Gesundheitsfachleuten zu beschleunigen und zu gestalten.